# Trutlandet, Raseborg
Trutlandet är en ö i Finland. Den ligger i Finska viken och i kommunen Raseborg i den ekonomiska regionen  Raseborg i landskapet Nyland, i den södra delen av landet. Ön ligger omkring 85 kilometer sydväst om Helsingfors.
Öns area är 2,4 hektar och dess största längd är 270 meter i öst-västlig riktning. Ön höjer sig omkring 5 meter över havsytan.